# Wascar Serrano
Wascar Radamés Serrano (nacido el 2 de junio de 1977 en Santo Domingo) es un ex lanzador dominicano que jugó parte de una temporada en las Grandes Ligas con los Padres de San Diego en 2001. Después de haber lanzado en 2003 por los independientes Kansas City T-Bones de la Liga del Norte, lanzó parte de la temporada 2005 en la Liga Mexicana por los Piratas de Campeche y por los Leones de Yucatán antes de retirarse.